# Atractoscion nobilis
Atractoscion nobilis es una especie de pez de la familia Sciaenidae en el orden de los Perciformes.

## Morfología
Los machos pueden llegar alcanzar los 166 cm de longitud total y 41 kg de peso.
Número de  vértebras: 24.

## Alimentación
Come peces y calamares

## Hábitat
Es un pez de clima subtropical (65°N-22°N) y demersal que vive entre 0-122 m de profundidad. 

## Distribución geográfica
Se encuentra en el Océano Pacífico oriental: desde Alaska hasta la Baja California (México) y el Golfo de California. 

## Uso comercial
Es excelente como alimento para los humanos. 